# Paranerita oroyana
Paranerita oroyana är en fjärilsart som beskrevs av Rothschild 1922. Paranerita oroyana ingår i släktet Paranerita och familjen björnspinnare. Inga underarter finns listade i Catalogue of Life.